# اریکا ۶۳۶

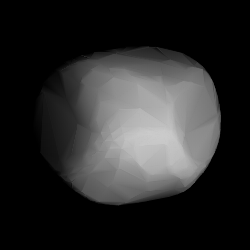
مدل سه‌بُعدی سیارک اریکا ۶۳۶ بر اساس منحنی نور آن

سیارک ۶۳۶ (به انگلیسی: 636 Erika، نامگذاری:1907XP) ششصد و سی و ششمین سیارک کشف شده‌است که در ۸ فوریه ۱۹۰۷ کشف شد.
قدر مطلق سیارک برابر ۹٫۵۰ است.